# Кухистан

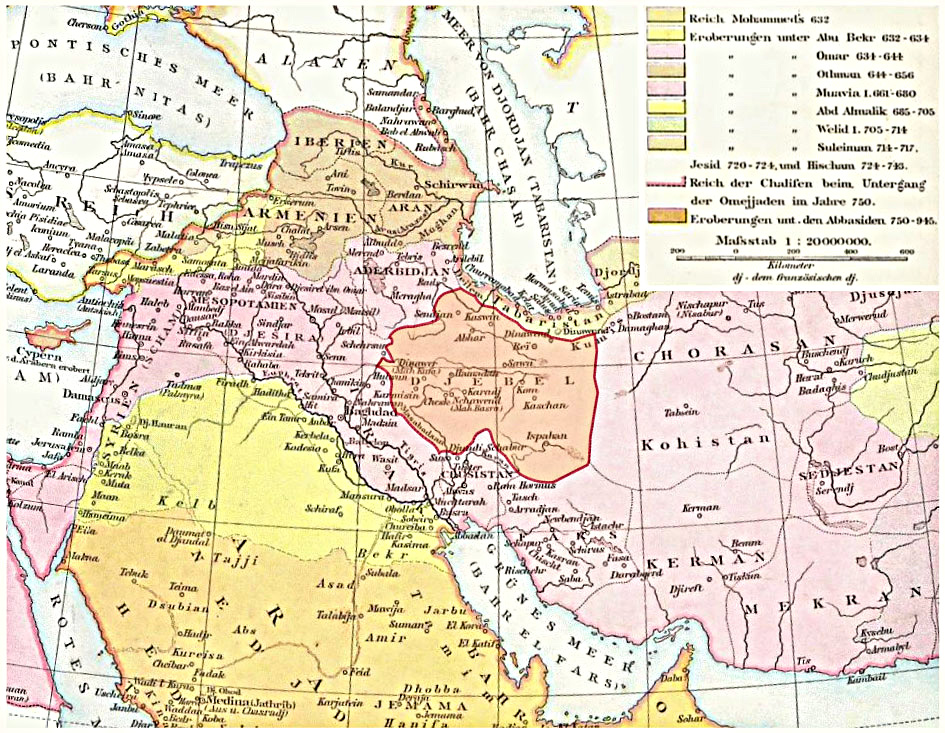
Кухистан (Kohistan) к востоку от Джибаля.

Кухиста́н (перс. قهستان‎ — Кохестан — «горная страна») — горная область на Иранском нагорье, между пустынями Деште-Кевир и Деште-Лут (Иран).
Кухистан объединяет в себе субмеридиональные хребты и межгорные впадины. Высота хребтов составляет 1500—2000 м, высшая точка — гора Муркум (2839 м). Плоские межгорные впадины, часто занятые солончаками, лежат на высоте 800—1200 м. Климат резко континентальный, пустынный. Лето жаркое, сухое, зима прохладная. Годовое количество осадков обычно не превышает 200 мм. Реки наполняются водой только после дождей. Растительность разреженная, господствуют ландшафты каменистых, песчаных и солончаковых пустынь. Пастбищное животноводство; в предгорьях располагаются небольшие оазисы.
Согласно Шахнаме Кухистан был дан в удел Сиявушу.